# 二条広子
幟仁親王妃広子（たかひとしんのうひ ひろこ、文政2年11月10日（1819年12月26日） - 明治8年（1875年）7月9日）は、江戸時代の公家で有栖川宮幟仁親王の妃。二条斉信五女。別名、岸君。院号は順恭院。
1819年に二条斉信と正室徳川従子の五女として生まれる。幼少の頃から斉信の許婚として育てられる。また1815年に誕生したとする文献もある。
1848年に有栖川宮幟仁親王に嫁ぎ、佐々祐子と幟仁親王との間に生まれた有栖川宮熾仁親王らを養育する。1875年に薨去したといわれているが最近では1897年に薨去したという文献が有力である。また、熾仁親王が有栖川宮家当主を継いでからは有栖川宮大宮御息所と呼ばれた。

## 一族
- 父：二条斉信
- 母：徳川従子
- 兄：二条斉敬
- 養子：
  - 有栖川宮熾仁親王（1835年 - 1895年）
  - 線宮幟子女王（1835年 - 1856年）